# Ley de consultas de Cataluña
La ley de consultas de Cataluña, oficialmente Ley 10/2014, de 26 de septiembre, de consultas populares no referendarias y otras formas de participación ciudadana, es una ley aprobada por el Parlamento de Cataluña el 19 de septiembre de 2014 que pretendía amparar legalmente la autodenominada consulta sobre el futuro político de Cataluña, prevista para el 9 de noviembre de dicho año.
La ley de consultas entró en vigor el 27 de septiembre, al ser publicada en el Diario Oficial de la Generalidad de Cataluña y ese mismo día el presidente de la Generalidad, Artur Mas, firmó el decreto de convocatoria del referéndum.
Tras su entrada en vigor, el Gobierno de España, presidido por Mariano Rajoy, recurrió de urgencia la ley al Tribunal Constitucional por considerarla inconstitucional.
El Constitucional se reunió de urgencia y, primeramente, suspendió tanto la convocatoria de la consulta como ciertos puntos de la ley. Finalmente, el 24 de febrero de 2015 fueron declarados como inconstitucionales los artículos pertenecientes a la convocatoria general (los que habilitaban la celebración de la consulta) debido a que el constitucional dictaminó que, de facto, regulaban un referéndum encubierto, y por tanto, artículos de esta ley violaban el artículo 92 de la constitución.
Posteriormente se fueron modificando y anulando distintos artículos de la ley por ser también inconstitucionales.
La ley de consultas desarrollaba el artículo 122 del Estatuto de Autonomía de Cataluña, que, según la interpretación que dio el gobierno de la Generalidad y el Consejo de garantías de Cataluña, permitiría realizar consultas sin carácter vinculante, a los ciudadanos catalanes. Dicha interpretación, materializada en esta ley, preveía la competencia exclusiva de la Generalidad para regular la convocatoria, tanto por la propia institución, como por entes locales «en el ámbito de sus competencias, de encuestas, audiencias públicas, foros de participación y cualquier otro instrumento de consulta popular, con excepción de lo previsto en el artículo 149.1.32 de la Constitución» (que determina que es competencia exclusiva del Estado la autorización de consultas populares por vía de referéndum).

## Historia
El 19 de marzo de 2013 la proposición de ley de consultas se admitió a trámite con el apoyo de CiU, ERC, PSC, ICV y la CUP.
El gobierno de Mariano Rajoy manifestó su oposición al proyecto. La vicepresidenta del Gobierno, Soraya Sáenz de Santamaría, negó ya en octubre de 2012 cualquier posibilidad de consulta convocada por una comunidad autónoma. Arguyó que el artículo 92 de la Constitución establece que la competencia exclusiva para convocar referendos consultivos la tiene el rey a propuesta del presidente del Gobierno, con previa autorización del Congreso de los Diputados. Igualmente invocó el artículo 149.1.32 de la Constitución, que atribuye al Estado la competencia para la «autorización para la convocatoria de consultas populares por vía de referéndum». El Gobierno recordó la doctrina del Tribunal Constitucional sobre la materia, que considera que el referéndum es un procedimiento excepcional que está limitado a los casos previstos expresamente en la Constitución y que no existen consultas populares distintas de aquel.
El 16 de enero de 2014 el Parlamento de Cataluña votó una petición al Congreso de los Diputados para que la Generalidad de Cataluña pudiera celebrar el referéndum sobre la autodeterminación. Se aprobó con 87 votos a favor (64 % del parlamento) y 43 en contra (32 % del Parlamento). Apoyaron la propuesta CiU (50 diputados), ERC (21) e ICV-EUiA (13) así como tres diputados del PSC lo que abrió una grave crisis en su seno. La CUP, con 3 diputados, se abstuvo a pesar de estar a favor de realizar el referéndum, por considerar que no se debía «pedir permiso a Madrid» para realizarlo. Votaron en contra PPC (18), PSC (16) y Cs (9).
El 8 de abril el Congreso de los Diputados rechazó la petición, por 299 votos en contra frente a 47 a favor. Votaron en contra PP, PSOE, UPyD, UPN y Foro Asturias; a favor Izquierda Plural, CiU, PNV, BNG, Amaiur, ERC, Compromís y Geroa Bai. Se abstuvo el diputado de Coalición Canaria.
Tras el rechazo del Congreso de los Diputados a la petición de la cesión de la competencia para convocar y celebrar referéndums, el parlamento de Cataluña empezó a elaborar su propia ley de consultas para amparar la convocatoria prevista para el 9 de noviembre, aunque el gobierno de Mariano Rajoy anunció inmediatamente que la recurriría ante el Tribunal Constitucional por invadir las competencias del Estado. En julio de 2014 la ponencia correspondiente del Parlament finalizó la redacción del proyecto, que estaba previsto que se votara en septiembre.
El 22 de agosto de 2014, el Consejo de Garantías Estatutarias de Cataluña, una institución de la Generalidad, avaló la legalidad de la Ley de consultas por 5 votos a favor y 4 en contra. El dictamen señalaba que la ley está amparada por el artículo 122 del Estatuto y no incumple la Constitución. Los 5 juristas que votaron a favor fueron los propuestos por CiU y ERC al principio de la legislatura. Los 4 juristas que se opusieron argumentaron que la ley vulnera repetidamente la Constitución y el Estatuto ya que esta trata sobre la celebración de referéndums, lo que invade las competencias del Estado, pero bajo la denominación encubierta de «consulta popular no refrendaria». Pese a que el Consejo de Garantías Estatutarias de Cataluña avala la totalidad de la ley, esta puede ser recurrida al Tribunal Constitucional de España al ser un organismo superior.
El 19 de septiembre, la ley de consultas fue aprobada por 106 votos a favor y 28 en contra en el pleno del Parlamento de Cataluña. Contó con el apoyo de CiU, ERC, PSC, ICV y CUP que suman el 79% de los escaños del Parlamento de Cataluña; mientras que se posicionaron en contra el PP y Cs. Aunque apoyó la ley, el PSC manifestó que la Ley de Consultas Populares no Referendarias y Participación ciudadana no amparaba legalmente la «consulta» prevista para el 9-N. Por el contrario, el portavoz de CiU Josep Rull afirmó que la ley «encaja plenamente en la Constitución y en el Estatuto».

## Contenido
En el artículo 1 de la proposición de ley de consultas aprobada en marzo de 2013 se decía:

El objeto de esta Ley es regular el establecimiento del régimen jurídico, las modalidades, el procedimiento, la realización y la convocatoria de los mecanismos de participación democrática, de audiencia, de diálogo y de consultas populares no refrendarias, respecto de actuaciones políticas de trascendencia especial, en el ámbito competencial de la Generalidad, mediante votación, foros de participación, debates públicos y cualquier otro instrumento de consulta popular no refrendaria a la ciudadanía.
 Artículo 1 de la propuesta de Ley de consultas populares no refrendarias de Cataluña

La Ley de Consultas Populares no Referendarias y Participación Ciudadana no determina las materias sobre las que podrán ser consultados los ciudadanos y solo excluye las que limiten los derechos y libertades reconocidos en la Constitución y en el Estatuto, así como lo relativo a los impuestos o a los presupuestos ya aprobados. La ley rebaja la edad para votar a los 16 años y reconoce ese derecho a todos los residentes en Cataluña y en el extranjero que estén inscritos en el Registro de Catalanes en el Exterior creado por la Generalidad, así como a los ciudadanos de la Unión Europea con un año de residencia en Cataluña y a los de fuera de la UE con tres. Sin embargo, excluye a los catalanes residentes en otras partes de España. Como censo se utilizará el Registro de Participación en Consultas No Referendarias creado por la Generalidad a partir de los padrones municipales, y la autoridad que regirá todo el proceso será una Comisión de Control, formada por siete juristas y politólogos de prestigio, nombrados por el Parlamento de Cataluña.
La Consultas podrán ser promovidas no solo por la Generalidad o por el Parlamento de Cataluña, sino también por los municipios y las diputaciones, que podrán convocar un máximo de tres al año en el ámbito de toda la comunidad autónoma y tres más en el ámbito local. Sobre los efectos del resultado de la consulta la ley establece que la institución que la convoque deberá dar una respuesta en un plazo no superior a dos meses.

## Recurso de inconstitucionalidad
El 27 de septiembre de 2014, tras firmar Artur Mas en Barcelona el decreto de convocatoria del referéndum de 2014 que se ampara en la Ley de Consultas, compareció en Madrid ante los medios de comunicación la presidenta en funciones (por encontrarse Mariano Rajoy de viaje oficial en China) y vicepresidenta del gobierno, Soraya Sáenz de Santamaría, para anunciar que, con la petición del preceptivo informe al Consejo de Estado, el gobierno había iniciado los trámites para presentar un recurso de inconstitucionalidad al Tribunal Constitucional contra la Ley de consultas de Cataluña y contra el decreto de convocatoria del referéndum del 9-N, amparada en ella.
Al día siguiente, el 28 de septiembre, la Comisión Permanente del Consejo de Estado, tras una reunión de casi 2 horas, aprobó por unanimidad los dictámenes favorables a que el gobierno de España solicitara los recursos de inconstitucionalidad de la Ley de consultas y contra el decreto de convocatoria del referéndum del 9N. La mañana del 29 de septiembre tuvo lugar una reunión extraordinaria del Consejo de ministros en la que se aprobaron dos recursos de inconstitucionalidad que fueron presentados al Tribunal Constitucional. Ese mismo día, fue convocado de forma excepcional un pleno del Tribunal Constitucional en el que se admitieron a trámite los recursos presentados por el gobierno quedando suspendida cautelarmente la Ley de Consultas y el decreto de convocatoria de la consulta del 9 de noviembre.
El 3 de octubre el gobierno anunció que incluiría en el recurso de inconstitucionalidad el decreto de nombramiento de los miembros de la Comisión de Control de la consulta firmado por el president Mas el día anterior. Diez días después, el presidente Mas reconocía que no se podría celebrar la consulta del 9-N por falta de garantías legales, pero al día siguiente, 14 de octubre, anunciaba que el 9-N tendría lugar un proceso de participación ciudadana con la misma pregunta amparándose en la parte de la Ley de consultas que no había sido suspendida por el Tribunal Constitucional.
El 24 de febrero de 2015 el tribunal constitucional declaró inconstitucional por unanimidad los dos artículos de la ley de consultas que se refieren a la regulación de la convocatoria general (y en los que se apoyó el gobierno de la Generalidad para promulgar el decreto de convocatoria de la «consulta del 9-N») alegando que lo que se regula realmente es un referéndum, por lo que invade una competencia exclusiva del Estado. Queda pendiente de resolver la posible inconstitucionalidad de otros artículos de la ley también recurridos, como la posibilidad de que Cataluña solicite autorización al Gobierno para convocar un referéndum, sobre los que al parecer ya no existe un acuerdo tan unánime en el seno del Constitucional. Al conocer la noticia el presidente Artur Mas declaró: «Si el Tribunal Constitucional nos dice parcialmente no a la ley de consultas y no al decreto, quiere decir que solo nos dejan un camino al pueblo de Cataluña, que son las elecciones». «Según el Estado no se trata de encontrar vía intermedia, sino de que claudiquemos», añadió. Por su parte el presidente Mariano Rajoy recibió la noticia con enorme satisfacción destacando que la sentencia había sido acordada por unanimidad.